# Dieter Johns
Dieter Johns (* 18. Januar 1970) ist ein deutsch-amerikanischer Poolbillardspieler. Er wurde 1998 deutscher Meister in der Disziplin 14/1 endlos und 1999 Weltmeisterschaftsdritter im 9-Ball.
Darüber hinaus ist er einer von wenigen nicht aus den GUS-Staaten stammenden Spielern, die regelmäßig an Weltmeisterschaften im Russischen Billard teilnehmen. Sein bislang bestes Ergebnis war das Erreichen des Achtelfinales bei der WM 2013 in der Disziplin Dynamische Pyramide.

## Karriere

### Poolbillard

#### Einzel
Seine erste Medaille bei der deutschen Meisterschaft gewann Johns 1990, als er im 8-Ball ins Finale einzog und dort dem Titelverteidiger Thomas Engert unterlag. Zwei Jahre später gelangte er im 9-Ball ins Endspiel, in dem er gegen Ralf Souquet verlor, und wurde Dritter im 14/1 endlos. 1993 wurde er nach einer Finalniederlage gegen Oliver Ortmann Vizemeister im 14/1 endlos. Weitere Finalteilnahmen folgten 1995 im 9-Ball gegen Francisco Bustamante und 1996 im 9-Ball gegen Thomas Engert. Nachdem er 1997 im 8-Ball den dritten Platz belegt hatte, zog er 1998 zum insgesamt sechsten Mal ins Finale ein und war dort zum ersten Mal siegreich. Er setzte sich im 14/1 endlos gegen Thorsten Hohmann durch und wurde deutscher Meister. Im selben Jahr sowie ein Jahr später sicherte er sich zwei weitere Bronzemedaillen im 9-Ball.
Anfang 1999 erzielte Johns seine einzigen beiden Podestplatzierungen auf der Euro-Tour. Bei den Portugal Open gelangte er ins Finale und verlor gegen Ralf Souquet. Beim darauf folgenden Turnier, den Turkey Open 1999, kam er auf den dritten Platz. Im Dezember 1999 erreichte er bei der 9-Ball-Weltmeisterschaft im spanischen Alicante das Halbfinale. Nachdem er unter anderem Hsiao Lang-fong (13:11) und Rico Diks (13:7) besiegt hatte, musste er sich in der Vorschlussrunde jedoch dem späteren Weltmeister Nick Varner mit 8:13 geschlagen geben. 2002 erreichte Johns bei den Munich Open der IBC Tour den siebzehnten Platz. 2006 kam er auf der Euro-Tour noch einmal in die Finalrunde, im Sechzehntelfinale der Czech Open verlor er jedoch gegen Huidji See (7:9).
Im Juli 2015 nahm Johns nach neun Jahren erstmals wieder an einem Profiturnier teil. Beim World 14.1 Tournament in New York gewann er in der Gruppenphase fünf seiner sechs Spiele und besiegte unter anderem Mika Immonen. In der Doppel-K.-o.-Phase gelang ihm ein Auftaktsieg gegen Kevin Clark (150:92), anschließend schied er jedoch nach Niederlagen gegen Corey Deuel (144:150) und den späteren Turniersieger Thorsten Hohmann (64:150) aus.

#### Mannschaft
In der Saison 1998/99 wurde Johns mit dem 1. PBC Fulda deutscher Mannschaftsmeister.
Derzeit spielt er beim PBC Hürth-Berrenrath. Nach mehreren Jahren in der 1. Bundesliga stieg die Mannschaft in der Saison 2011/12 als Siebtplatzierter in die 2. Bundesliga ab. In der folgenden Spielzeit gelang dem Team der direkte Wiederaufstieg. Nach drei weiteren Erstligajahre folgte 2016 erneut der Abstieg. Nach der Saison 2016/17, in der er zum dritten Mal in Folge der beste Spieler seiner Mannschaft in der Einzelwertung gewesen war, wechselte Johns in die zweite Mannschaft des Vereins. Mit dem Team erreichte er in der Spielzeit 2017/18 den ersten Platz in der Regionalliga. Da die erste Mannschaft jedoch einen Abstiegsplatz belegte, blieben beide Teams in ihren Ligen. Nach einem weiteren Jahr in der dritten Spielklasse wechselte Johns zur Saison 2019/20 zurück in die erste Mannschaft, mit der er in der aufgrund der COVID-19-Pandemie abgebrochenen Spielzeit als Zweitligameister in die erste Liga aufstieg.

### Russisches Billard
Im Russischen Billard tritt Dieter Johns für die USA an und ist zumeist der einzige Vertreter seines Landes.
Im Juni 2000 wurde die Weltmeisterschaft der Disziplin Freie Pyramide in Kirkel ausgetragen. Dort schied Johns in der ersten Runde gegen Oliver Ortmann aus (3:6). Zwei Jahre später erreichte er in Willingen nach Vorrundensiegen gegen Roman Hybler und Maratas Kasajevas die Runde der letzten 32, in der er dem Russen Pawel Mechowow mit 1:4 unterlag. 2004 schied er im Sechzehntelfinale gegen Niyazi Xələfov aus (2:5) nachdem sein Erstrundengegner nicht angetreten war.
Im Mai 2006 nahm er erstmals an der Europameisterschaft teil, bei der er mit Siegen gegen Genadijus Lapatčenka (4:2) und Kanybek Sagynbajew (4:1) das Achtelfinale erreichte, in dem er dem späteren Europameister Oleksandr Palamar mit 1:5 unterlag. Wenig später schied er bei den Asian Open in der Vorrunde aus. Bei der WM 2006 erreichte er die Runde der letzten 32, in der er gegen Oleksandr Palamar verlor (3:5).
Bei den Asian Open 2007 erreichte er das Sechzehntelfinale, in dem er gegen Älichan Qaranejew verlor (2:5). Im selben Jahr nahm er in Sankt Petersburg an der ersten Austragung der WM in der Dynamischen Pyramide teil und schied mit einem Sieg und zwei Niederlagen in der Vorrunde aus. 2008 endete seine erste Teilnahme an der Weltmeisterschaft der Kombinierten Pyramide in Almaty nach Niederlagen gegen Jaroslaw Wynokur (0:4) und Aljaksandr Kaszjukawez (1:4) sieglos in der Vorrunde. Auch ein Jahr später blieb er sieglos. Bei den Asian Open zog er 2009 erstmals ins Achtelfinale ein, unterlag dort aber klar dem Kasachen Schamal Schumanijasow (0:5).
Im Oktober 2010 fand die Freie-Pyramide-WM zum dritten Mal in Deutschland statt, Austragungsort war erneut Willingen. Nach einer Auftaktniederlage gegen Äujes Jeljubajew (2:5) besiegte Johns Serghei Lisnik (5:2) und Dmitri Kirillow (5:2). Sein viertes Vorrundenspiel verlor er jedoch gegen Maxim Pan (2:5) und verpasste so knapp die Finalrunde. 2011 spielte Johns zwei Weltmeisterschaften und schied sowohl in der Kombinierten Pyramide als auch in der Freien Pyramide in der Vorrunde aus, in der Freien Pyramide gewann er zumindest ein Vorrundenspiel.
Anfang 2012 unterlag Johns beim Präsidentenpokal der russischen Teilrepublik Tatarstan in der ersten Runde dem späteren Turniersieger Jaroslaw Wynokur (1:7). Im selben Jahr schied er bei beiden WM-Teilnahmen (Kombinierte Pyramide, Dynamische Pyramide) sieglos in der Vorrunde aus.
Nachdem er bei der Kombinierte-Pyramide-WM 2013 ein knappes Erstrundenaus gegen Oleg Schigimont (5:6) hinnehmen musste, verlor Johns im Juli 2013 auch bei der Dynamische-Pyramide-WM sein Auftaktspiel, diesmal gegen Nikita Zisselski (1:5). Anschließend kämpfte er sich mit knappen Siegen gegen Ayubxon Temirxonov (5:3), Mykyta Wolyk (5:4) und Ulukman Karagulow (5:4) durch die im Doppel-K.-o.-System ausgetragene Vorrunde und zog zum ersten Mal ins Achtelfinale ein, in dem er sich jedoch dem Kirgisen Dastan Lepschakow mit 3:6 geschlagen geben musste. Im September folgte bei der Freie-Pyramide-WM erneut ein Erstrundenaus (4:7 gegen Sergei Kurmanajew).
Bei seiner sechsten Teilnahme an der WM in der Kombinierten Pyramide gewann Johns 2015 erstmals eine Partie. Nach einer 1:5-Auftaktniederlage gegen Sailan Adamow setzte er sich knapp gegen Tofiq Kuliyev durch (5:4). Das entscheidende dritte Vorrundenspiel gegen Temirlan Kuscherow verlor er jedoch mit 2:5, wodurch er den Einzug in die Finalrunde verpasste. Ein Jahr später wurde die WM wieder im K.-o.-System gespielt und Johns unterlag in der ersten Runde dem Turkmenen Batyr Geldiýew (3:6).
Bei der Kombinierte-Pyramide-WM 2019 musste Johns eine 0:6-Auftaktniederlage gegen Kairat Absatarow hinnehmen.
Im August 2021 zog Johns bei der Freie-Pyramide-WM zum ersten Mal seit 15 Jahren wieder in die Endrunde ein; nach Siegen gegen Alexander Murawjow und Arbi Muzijew musste er sich in der Runde der letzten 32 dem Russen Maxim Swerew mit 1:6 geschlagen geben.

### Snooker
Als im Dezember 1995 mit den German Open in Frankfurt am Main erstmals ein Weltranglistenturnier der Snooker Main Tour in Deutschland ausgetragen wurde, erhielt Johns eine der vier Wildcards. In der Wildcardrunde musste er sich jedoch dem Engländer Mark King klar mit 0:5 geschlagen geben.

## Erfolge
Einzel
- Deutscher 14/1-endlos-Meister: 1998
- 9-Ball-Weltmeisterschaftsdritter: 1999

Mannschaft
- Deutscher Meister: 1999

## Teilnahmen an Weltmeisterschaften
| Disziplin            | 1999              | 2000              | 2001              | 2002              | 2003              | 2004              | 2005              | 2006              | 2007 | 2008              | 2009              | 2010              | 2011              | 2012 | 2013 | 2014 | 2015 | 2016 | 2017  | 2018  | 2019  | 2020  | 2021  |
| -------------------- | ----------------- | ----------------- | ----------------- | ----------------- | ----------------- | ----------------- | ----------------- | ----------------- | ---- | ----------------- | ----------------- | ----------------- | ----------------- | ---- | ---- | ---- | ---- | ---- | ----- | ----- | ----- | ----- | ----- |
| Freie Pyramide       | ?                 | L32               | ?                 | L32               | –                 | L32               | –                 | L32               | –    | –                 | –                 | R                 | R                 | –    | R    | –    | –    | –    | n. a. | –     | –     | n. a. | L32   |
| Dynamische Pyramide  | nicht ausgetragen | nicht ausgetragen | nicht ausgetragen | nicht ausgetragen | nicht ausgetragen | nicht ausgetragen | nicht ausgetragen | nicht ausgetragen | R    | nicht ausgetragen | nicht ausgetragen | nicht ausgetragen | nicht ausgetragen | R    | AF   | –    | –    | –    | n. a. | –     | n. a. | n. a. | n. a. |
| Kombinierte Pyramide | nicht ausgetragen | nicht ausgetragen | nicht ausgetragen | nicht ausgetragen | nicht ausgetragen | nicht ausgetragen | nicht ausgetragen | nicht ausgetragen | –    | R                 | R                 | –                 | R                 | R    | R    | –    | R    | R    | –     | n. a. | R     | n. a. | n. a. |
| Quelle:              |                   |                   |                   |                   |                   |                   |                   |                   |      |                   |                   |                   |                   |      |      |      |      |      |       |       |       |       |       |

| Legende | Legende                               |
| ------- | ------------------------------------- |
| S       | Sieger                                |
| F       | Finalist                              |
| HF / H  | Halbfinalist                          |
| VF / V  | Viertelfinalist                       |
| AF / A  | Achtelfinalist                        |
| LX      | Niederlage in der Runde der letzten X |
| R2      | Niederlage in Runde 2                 |
| R       | Vorrundenaus/Niederlage in Runde 1    |
| –       | nicht teilgenommen                    |
| n. a.   | nicht ausgetragen                     |